# Veľké Trakany
Veľké Trakany (bis 1948 slowakisch „Veľký Tarkan“; ungarisch Nagytarkány) ist eine Gemeinde im Osten der Slowakei mit 1532 Einwohnern (Stand 31. Dezember 2024), die zum Okres Trebišov, einem Kreis des Košický kraj, gehört. Sie ist Teil der traditionellen Landschaft Zemplín.

## Geographie
Die Gemeinde befindet sich in der Südostecke des Ostslowakischen Tieflands in der Region Medzibodrožie (ungarisch Bodrogköz), direkt an der ungarischen und unweit der ukrainischen Grenze. Der Ort liegt am Ufer des Altarmes Stará Tisa der Theiß und hat zusammen mit dem benachbarten Malé Trakany den kleinen slowakischen Anteil am Strom. Das Ortszentrum liegt auf einer Höhe von 103 m n.m. und ist dreieinhalb Kilometer von Čierna nad Tisou, 12 Kilometer von Kráľovský Chlmec sowie 66 Kilometer von Trebišov entfernt (jeweils Straßenentfernung).
Seit 2013 hat die Gemeinde eine grenzüberschreitende Straßenverbindung nach Zemplénagárd.
Nachbargemeinden sind Čierna nad Tisou im Norden, Malé Trakany im Nordosten und Osten, Tiszabezdéd (H) im Südosten, Zemplénagárd (H) im Süden, kurz Dámóc im Westen und Biel im Nordwesten.

## Geschichte
Das heutige Gemeindegebiet wurde in der Neusteinzeit besiedelt; archäologische Funde der ostslowakischen Bandlinearkeramik sowie der Piliny-Kultur aus der Bronzezeit.
Der Ort wurde zum ersten Mal 1320 als Tharkan schriftlich erwähnt. Noch im 14. Jahrhundert kam es zur Teilung des ursprünglich vereintes Ortes, wie die Namensform Nog Tharkan (wörtlich „Groß-Tharkan“) aus dem Jahr 1340 zeigt. Ein Markt wurde im Jahr 1429 schriftlich nachgewiesen, bis zum 19. Jahrhundert beherbergte die Ortschaft ein Salzamt mit Lager. 1557 sind in einem Steuerverzeichnis fünf Porta verzeichnet. Bis zum 16./17. Jahrhundert wechselte der Gutsbesitz zwischen mehreren Kleinadeligen, 1688 kam das Herrschaftsgut in den Besitz des Geschlechts Senney, das Ende des 19. Jahrhunderts von den Majláths abgelöst wurde. 1828 zählte man 75 Häuser und 578 Einwohner, die von Landwirtschaft und Viehhaltung lebten.
Bis 1918/1919 gehörte der im Komitat Semplin liegende Ort zum Königreich Ungarn und kam danach zur Tschechoslowakei beziehungsweise heute Slowakei. Auf Grund des Ersten Wiener Schiedsspruchs lag er von 1938 bis 1944 noch einmal in Ungarn.

## Bevölkerung
| Jahr                | 1994 | 2004     | 2014    | 2024    |
| ------------------- | ---- | -------- | ------- | ------- |
| Anzahl der Personen | 1242 | 1399     | 1417    | 1532    |
| Unterschied         |      | +12,64 % | +1,28 % | +8,11 % |

| Jahr                | 2023 | 2024    |
| ------------------- | ---- | ------- |
| Anzahl der Personen | 1515 | 1532    |
| Unterschied         |      | +1,12 % |

Nach der Volkszählung 2011 wohnten in Veľké Trakany 1425 Einwohner, davon 1115 Magyaren, 238 Slowaken, acht Ukrainer, vier Roma, drei Russinen, ein Deutscher sowie zwei Einwohner anderer Ethnie. 54 Einwohner machten diesbezüglich keine Angabe. 944 Einwohner bekannten sich zur römisch-katholischen Kirche, 216 Einwohner zur reformierten Kirche, 130 Einwohner zur griechisch-katholischen Kirche, 21 Einwohner zu den Zeugen Jehovas, zehn Einwohner zur evangelischen Kirche A. B., sieben Einwohner zur evangelisch-methodistischen Kirche und fünf Einwohner zur orthodoxen Kirche; drei Einwohner bekannten sich zu einer anderen Konfession. 23 Einwohner waren konfessionslos und bei 66 Einwohnern wurde die Konfession nicht ermittelt.

## Bauwerke und Denkmäler
- römisch-katholische Kirche Mariä Geburt aus dem Jahr 1894
- evangelische Kirche aus der ersten Hälfte des 20. Jahrhunderts
- griechisch-katholische Kirche
- Gebäude des ehemaligen Salzamts im spätbarocken Stil, heute beherbergt es ein regionales Museum
- 2005 erstelltes Trianon-Denkmal
- Statue von Bálint Balassa